# Borki (powiat tucholski)
Borki (Bórki) – wieś w Polsce, w województwie kujawsko-pomorskim, w powiecie tucholskim, w gminie Tuchola, przy zachodniej granicy Tucholskiego Parku Krajobrazowego. Wchodzi w skład sołectwa Raciąż.
Do 2023 miejscowość była przysiółkiem wsi Raciąż.
W latach 1975–1998 przysiółek położony był w województwie bydgoskim.